# Vanillinglucosid
Vanillinglucosid (auch Vanillosid oder Glucovanillin) ist das natürlich vorkommende Glucosid des Vanillins. Vor der Fermentation von Vanilleschoten liegt das Vanillin hauptsächlich als Vanillinglucosid vor.

## Vorkommen und Biosynthese

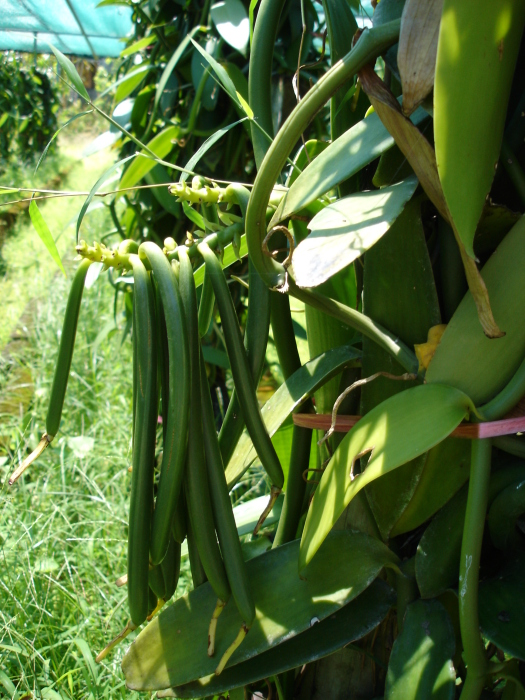
Vanilleschoten an der Pflanze

Strukturformel von Vanillin

Grüne, unfermentierte Vanilleschoten der Orchidee Vanilla planifolia weisen nicht den charakteristischen Vanillegeschmack auf, da das Vanillin fast ausschließlich in Form von Vanillinglucosid vorliegt. Bei der Fermentation wird die glycosidische Bindung durch β-Glucosidase gespalten und das Vanillin freigesetzt. Die Biosynthese ist nicht im Detail aufgeklärt, allerdings gibt es schon länger deutliche Indizien, die dafürsprechen, dass Ferulasäure ein biosynthetisches Intermediat ist. Ein anderes mögliches Intermediat ist das Loroglossin, eine Verbindung, die aus zwei Molekülen glucosidiertem 4-Hydroxybenzylalkohol besteht, die mit Weinsäure verestert sind. In einer im Jahr 2014 publizierten Studie wurde gezeigt, dass die Vanillin-Synthase die Umwandlung von Ferulasäure bzw. deren Glucosid zu Vanllin bzw. Vanillinglucosid katalysiert.

## Herstellung
Vanillinglucosid kann biotechnologisch durch modifizierte Hefepilze (Saccharomyces cerevisiae) hergestellt werden. Dabei wird 3-Dehydroshikimisäure aus dem Shikimisäure-Weg zunächst zu Protocatechusäure umgesetzt. Diese wird über Vanillinsäure oder Protocatechualdehyd zunächst zu Vanillin umgesetzt, das zuletzt zu Vanillinglucosid glycosyliert wird.

## Externe Links zu erwähnten Verbindungen
1. ↑  Externe Identifikatoren von bzw. Datenbank-Links zu Loroglossin:  CAS-Nr.: 58139-22-3, PubChem: 185907, Wikidata: Q82957739.
2. ↑  Externe Identifikatoren von bzw. Datenbank-Links zu 3-Dehydroshikimisäure:  CAS-Nr.: 55-73-2, EG-Nr.: 634-499-7, ECHA-InfoCard: 100.162.474, PubChem: 439774, ChemSpider: 388830, DrugBank: DBDB04347, Wikidata: Q3604487.